# Chivay

Le village de Chivay est le chef-lieu du district de Chivay, dans la province de Caylloma (région d'Arequipa) au Pérou.

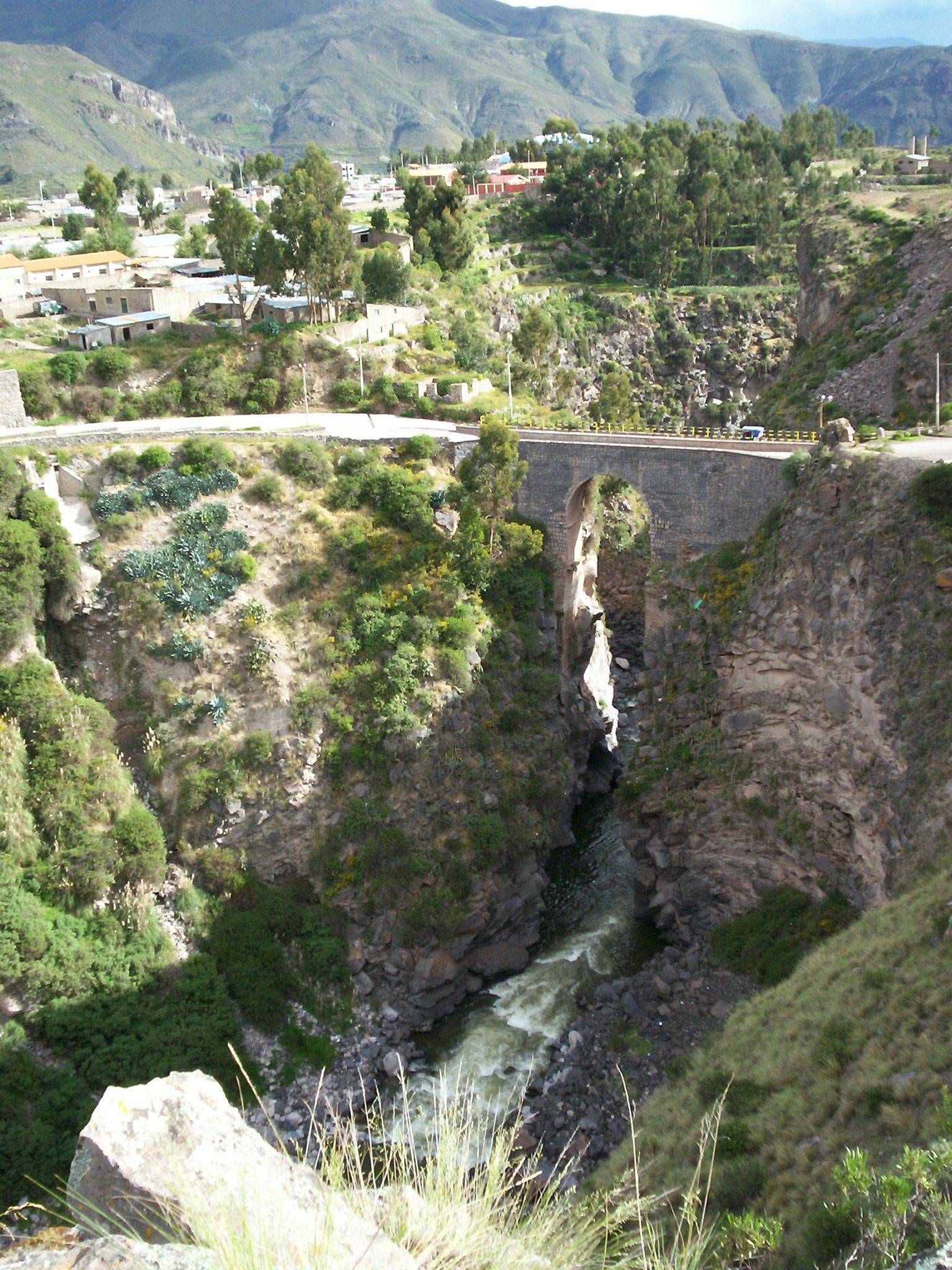
Le pont inca

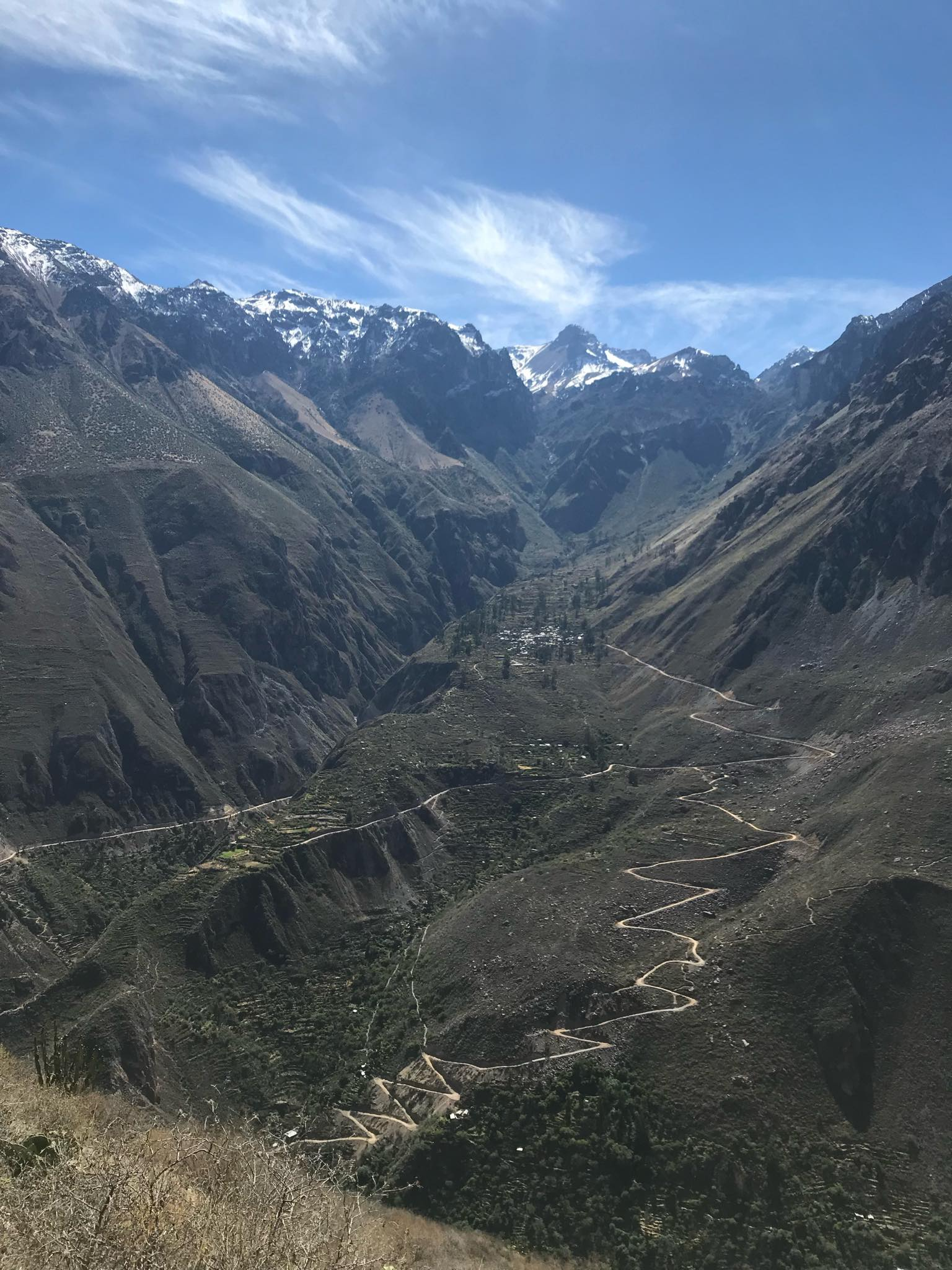
Canyon de Colca, prise lors d'une randonnée.

Il est situé à 3 640 mètres d'altitude sur la route qui mène au cañon de Colca et à 40 km du mirador aux condors. 
À 3 km au nord-est de la ville, se trouvent des bains thermaux en plein air dont les eaux ont des températures de plus de 38 degrés Celsius.
Le séisme de 2016 à Caylloma (es) d'une magnitude de 5,3, dont l'épicentre se situait dans la commune de Chivay, s'est produit le 14 août dans la nuit. 
Les villes du canyon de Colca, notamment le village de Yanque à 4 km, ont été particulièrement touchées, car les voies de communication routière ont été bloquées par des glissements de terrain provenant des montagnes, rendant difficile l'action des secours.